# ديفيد مانشيني
ديفيد مانشيني (بالإنجليزية: David Mancini)‏ هو متحر أمريكي، ولد في 15 يوليو 1970 في بورتلاند في الولايات المتحدة.